# Cetopsidium pemon
Cetopsidium pemon es una especie de peces de la familia Cetopsidae en el orden de los Siluriformes.

## Morfología
• Los machos pueden llegar alcanzar los 4,3 cm de longitud total.
- Número de  vértebras:37-41.[1]

## Hábitat
Es un pez de agua dulce y de clima tropical.

## Distribución geográfica
Se encuentran en Sudamérica: ríos  Caronia y  Caura (afluentes meridionales del río Orinoco en Venezuela ),  cuenca del río Meta (cuenca del río Orinoco en Colombia) y partes del río Branco en Brasil.